# Piper reptabundum
Piper reptabundum är en pepparväxtart som beskrevs av C. Dc.. Piper reptabundum ingår i släktet Piper och familjen pepparväxter. Inga underarter finns listade i Catalogue of Life.